# Rajon Maladsetschna

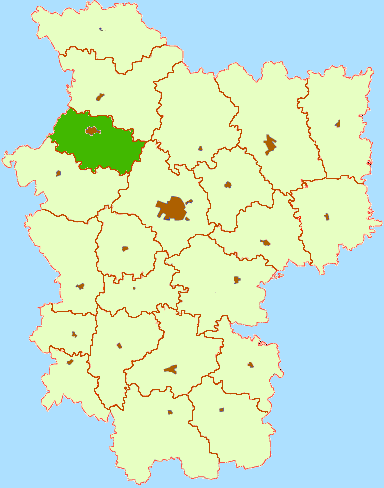
Rajon Maladsetschna, Karte

Der Rajon Maladsetschna (belarussisch Маладзечанскі раён; russisch Молодечненский район) ist eine Verwaltungseinheit in der Minskaja Woblasz in Belarus mit dem administrativen Zentrum in der Stadt Maladsetschna. Die Fläche des Rajons beträgt 1400 km².

## Geographie
Der Rajon Maladsetschna liegt im Nordwesten der Minskaja Woblasz. Die Nachbarrajone in der Minskaja Woblasz sind im Norden Wilejka, im Osten Minsk und im Südosten Waloschyn.

## Geschichte
Der Rajon Maladsetschna wurde am 15. Januar 1940 gebildet.